# Jonathan Penrose
Jonathan Penrose (ur. 7 października 1933 w Colchesterze, zm. 30 listopada 2021) – angielski szachista, arcymistrz w grze klasycznej oraz korespondencyjnej.

## Kariera szachowa
W 1950 r. podzielił III m. (za Ksawerym Tartakowerem i Arthurem Biguierem, wspólnie z Lotharem Schmidem i Harrym Golombkiem) w Southsea, natomiast w 1963 r. zajął IV m. (za Svetozarem Gligoriciem, Levente Lengyelem i Klausem Dargą w turnieju strefowym (eliminacji mistrzostw świata) w Enschede. W latach 1959–1969 dziesięciokrotnie zwyciężył w indywidualnych mistrzostwach Wielkiej Brytanii. Pomiędzy 1952 a 1974 r. 9 razy uczestniczył w szachowych olimpiadach (w tym 4 razy na I szachownicy), w latach 1962 i 1968 zdobywając dwa srebrne medale za indywidualne wyniki (oba na I szachownicy). Największy sukces w pojedynczej partii odniósł podczas olimpiady w 1960 r. w Lipsku, pokonując Michaiła Tala, dla którego była to pierwsza porażka od zdobycia tytułu mistrza świata.
Najwyższy ranking w karierze osiągnął 1 lipca 1971 r., z wynikiem 2450 punktów zajmował wówczas 3. miejsce (za Peterem Marklandem i Raymondem Keene'em) wśród angielskich szachistów. Według retrospektywnego systemu Chessmetrics, najwyżej sklasyfikowany był w listopadzie 1960 r., zajmował wówczas 53. miejsce na świecie.
W 1983 r. otrzymał tytuł arcymistrza gry korespondencyjnej, natomiast w 1998 r. Międzynarodowa Federacja Szachowa przyznała mu honorowy tytuł arcymistrza w grze klasycznej. W tym samym roku zdobył brązowy medal XIII mistrzostw świata w szachach korespondencyjnych.

## Życie prywatne
Uzyskał tytuł doktora psychologii. Jego brat, Roger, jest znanym fizykiem i matematykiem.